# Cranau
Na mitologia grega, Cranau (em grego:  Κραναός, transl. Kranaós) foi o segundo rei de Atenas. Foi o mais poderoso dos atenienses, e sucedeu Cécrope I quando este morreu sem filhos homens.
Era autóctone (nascido da terra), assim como seu predecessor. Durante o seu reinado ocorreu o dilúvio da história de Deucalião (segundo Eusébio de Cesareia, o dilúvio ocorreu durante o reinado de Cécrope I, em 1526 a.C.). Casou-se com a lacedemônia Pédias, filha de Mines, com quem teve três filhas: Crânae, Cranacme e Átide.
Sua filha Átide deu o seu nome à Ática, ao morrer virgem. Em uma versão da lenda citada por Pseudo-Apolodoro, ela teve um filho com Hefesto, Erictônio.
Reinou por nove anos, de 1506 a 1497 a.C., e foi deposto por Anfictião, seu genro. Segundo William Smith, Anfictião era casado com Crânae.